# Jiří Novotný (hokeista)
Jiří Novotný (ur. 12 sierpnia 1983 w Pelhřimovie) – czeski hokeista, reprezentant Czech, olimpijczyk.

## Kariera
- HC Hradec Králové U18 (1997-1998)
- HC Czeskie Budziejowice U18 (1998-2000)
- HC Czeskie Budziejowice U20 (1999-2001)
- HC Czeskie Budziejowice (2000-2002)
- KLH Vajgar Jindřichův Hradec (2001, 2002)
- Rochester Americans (2002-2006)
- Buffalo Sabres (2005-2007)
- Washington Capitals (2007)
- Columbus Blue Jackets (2007-2009)
- Atłant Mytiszczi (2009-2010)
- Barys Astana (2010-2012)
- HC Lev Praga (2012-2014)
- Łokomotiw Jarosław (2014-2016)
- Traktor Czelabińsk (2016, 2016-2017)
- Łada Togliatti (2017-2018)
- HC Pilzno 1929 (2018)
- HC Ambrì-Piotta (2018-)

Wychowanek KHL Jindřichův Hradec. W latach 2005–2009 przez cztery sezony występował w lidze NHL. Od września 2009 roku gra w lidze KHL – podpisał wówczas kontrakt z rosyjskim klubem Atłant Mytiszczi. W marcu 2010 roku został zawodnikiem kazachskiego klubu Barys Astana, w którym spędził dwa sezony. W lipcu 2012 roku związał się z beniaminkiem ligi KHL, rodzimym klubem HC Lev Praga (podpisał 3-letnią umowę). Został kapitanem tej drużyny. Od lipca 2014 do marca 2016 zawodnik Łokomotiwu Jarosław. Od maja do sierpnia 2016 zawodnik Traktora Czelabińsk. Od grudnia 2016 do kwietnia 2017 ponownie zawodnik Traktora. Od czerwca 2017 zawodnik Łady Togliatti. Na początku września 2018 został zawodnikiem HC Pilzno 1929. W drugiej połowie tego miesiąca podpisał terminowy kontrakt ze szwajcarskim klubem HC Ambrì-Piotta na okres dwóch miesięcy, po czym w październiku podpisał roczny kontrakt z tym klubem. Przedłużał tam kontrakt w styczniu 2019 o rok, w połowie 2020 i pod koniec 2020.
Uczestniczył w turniejach mistrzostw świata w 2007, 2008, 2010, 2011, 2012, 2013, 2014, 2015 oraz zimowych igrzysk olimpijskich 2014.

## Sukcesy i nagrody
Reprezentacyjne
- Złoty medal mistrzostw świata: 2010
- Brązowy medal mistrzostw świata: 2011, 2012

Klubowe
- Finał KHL o Puchar Gagarina: 2014 z HC Lev Praga

Indywidualne
- Kajotbet Hockey Games 2012:
  - Pierwsze miejsce w klasyfikacji kanadyjskiej turnieju: 4 punkty
- KHL (2013/2014):
  - Piąte miejsce w klasyfikacji strzelców zwycięskich goli meczowych w fazie play-off: 2 gole